# Steinweg 25 (Gehrden)

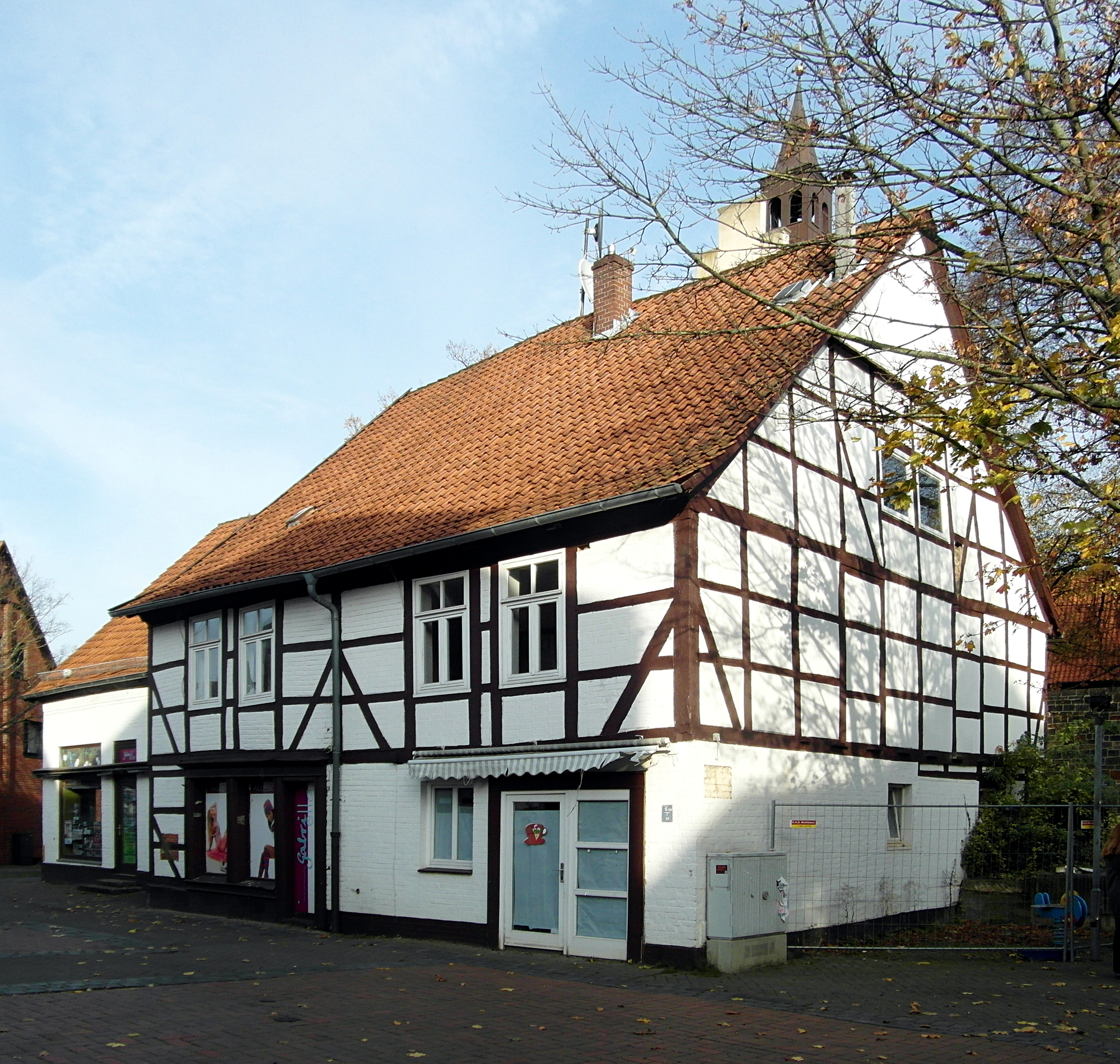
Fachwerkhaus Steinweg 25 in Gehrden, dahinter der Kirchturm der Margarethenkirche

Das Haus Steinweg 25 ist ein als Baudenkmal geschütztes Gebäude in der Stadt Gehrden in der Region Hannover, das ursprünglich wegen seiner Baufälligkeit abgerissen werden sollte. Es wird nach der letzten Eigentümerin auch als Bratsch-Haus bezeichnet.

## Lage

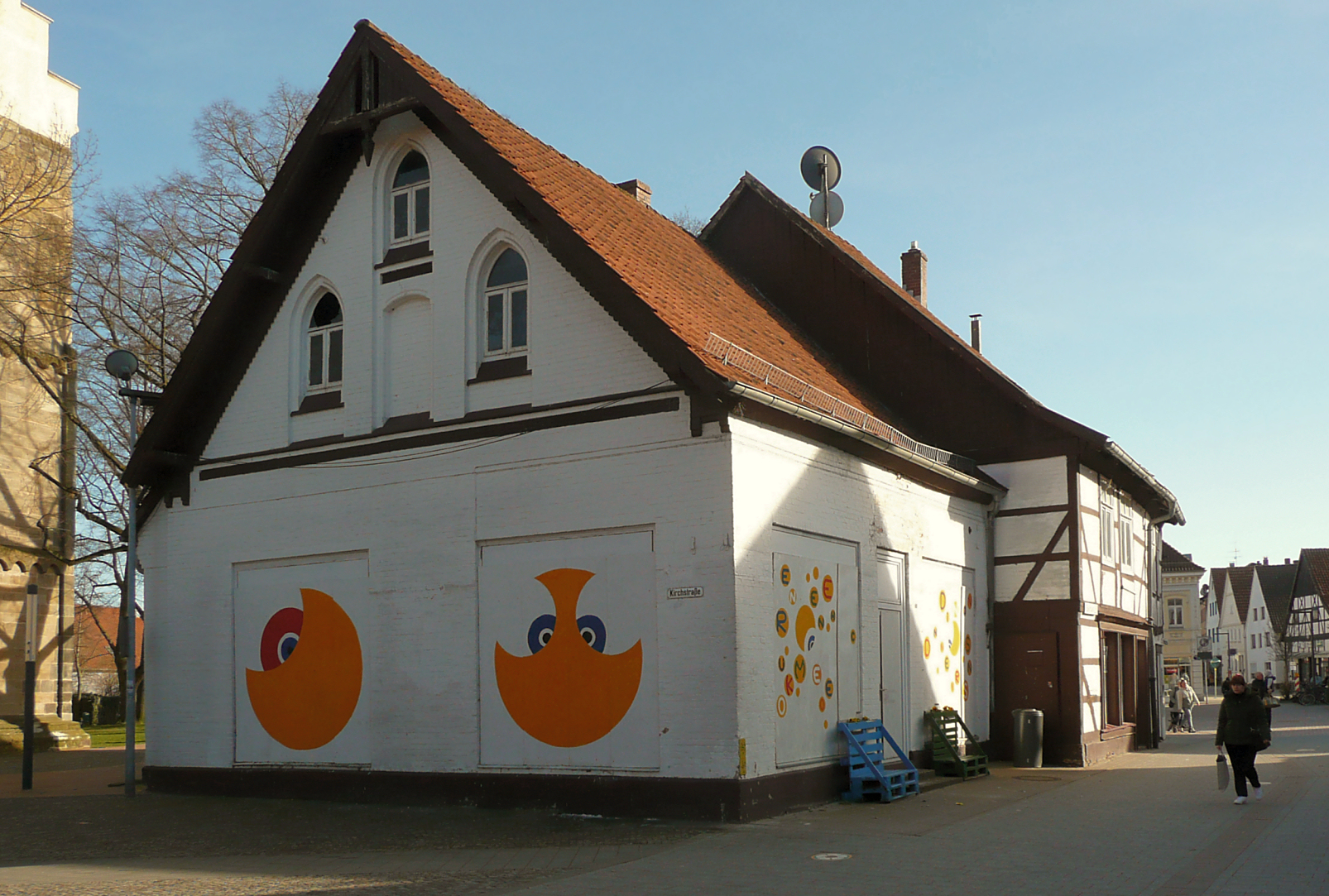
Der verputzte Anbau mit Fassadenverschönerung von 2023

Das Wohn- und Geschäftshaus mit Nebengebäude steht am südlichen Ende der Straße Steinweg. Die Straße bildet zusammen mit einem Abschnitt der am Nordrand des Grundstücks abzweigenden Kirchstraße und der südlich des Gebäudes anschließenden Straße Am Markt die seit 1975 bestehende Fußgängerzone im historischen Zentrum von Gehrden. Wenige Meter östlich steht die Margarethenkirche.

## Beschreibung
Das Grundstück ist bebaut mit einem zweigeschossigen als Baudenkmal geschützten Fachwerkhaus, an das zum Steinweg hin ein eingeschossiger verputzter Anbau anschließt. Das Gebäude wurde 1905 als Geschäftshaus Homann zum Ansichtskartenmotiv. Später nutzte es eine Boutique. Das seit Jahren leerstehende Haus ist baufällig.
Das Gebäude ist als freistehender Solitärbau vor der Kirche, am Marktplatz und in den Sichtachsen zweier Straßen stadtbildprägend.

## Geschichte

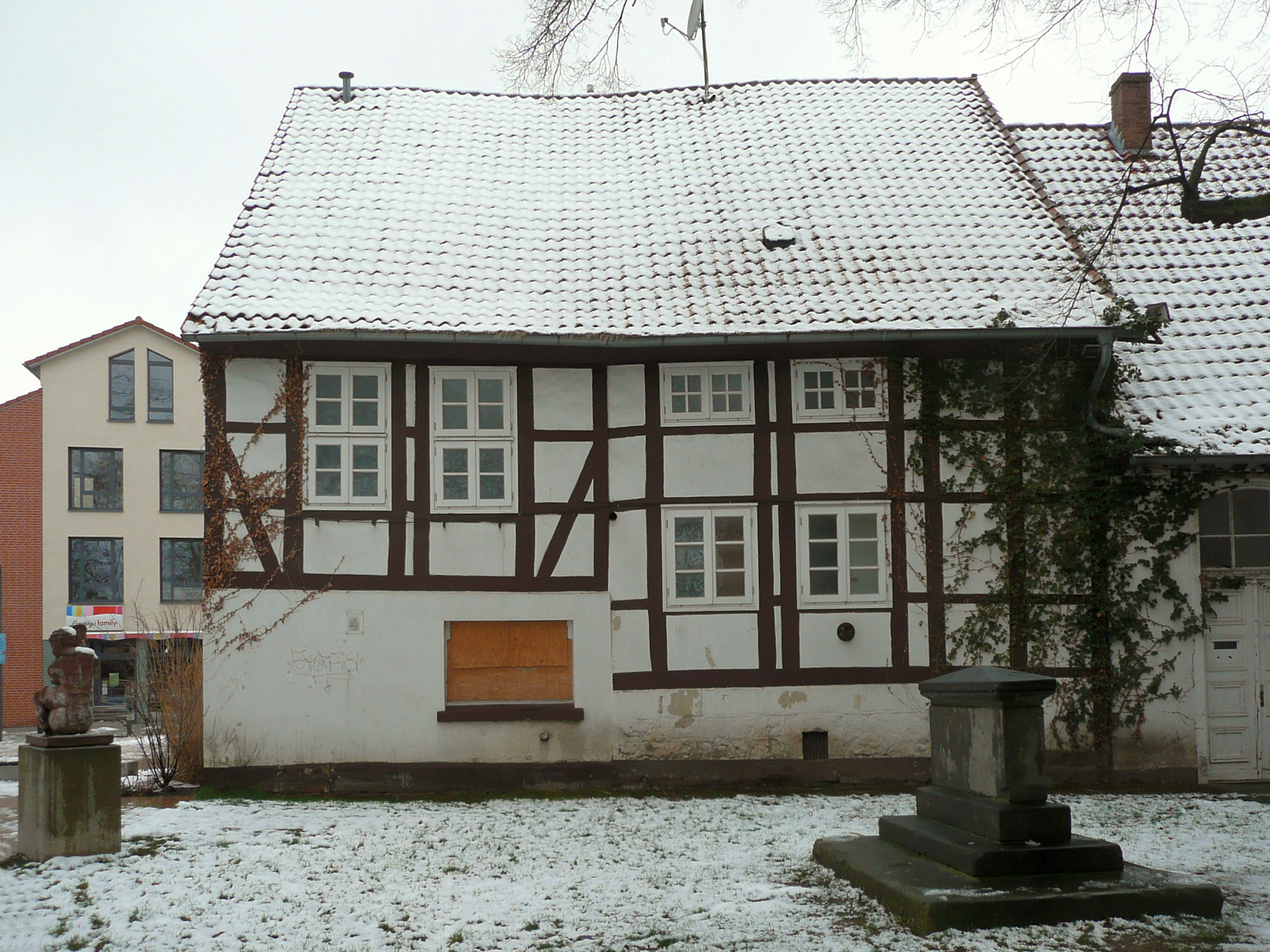
Gebäuderückseite des Fachwerkbaus

Das Grundstück Steinweg 25 mit dem Fachwerkhaus und dem verputzten Anbau bestand seit dem 18. Jahrhundert aus zwei kleinen Hausstellen. Das Fachwerkhaus erbaute der Gehrdener Bürgermeister Johann Friederich Haverkamp (1675–1714) von 1703 bis 1706 auf einem seit dem Stadtbrand von 1669 brach liegenden Grundstück. Einen nur 180 m² großen Teil seines Grundstücks verkaufte Haverkamp 1713 an Thomas Friederici (1681–1716), damit er das Bürgerrecht in Gehrden erlangen konnte. Friederici war als Schreib- und Rechenmeister in der Residenzstadt Hannover tätig und wurde 1714 Bürgermeister in Gehrden. Den Verkauf dokumentiert das 1713 begonnene Lagerbuch von Gehrden. Zu einem unbekannten späteren Zeitpunkt wurde auf dem kleineren Grundstück, auf dem heute der Anbau steht, ein Haus errichtet. Eine Lagekarte von Gehrden aus dem Jahr 1855 zeigt beide Häuser auf separaten Grundstücken. Im Laufe der Zeit wurden die Gebäude wohl mehrfach verändert.

## Künftige Nutzung
Da sich Investitionen in die Gebäudeerhaltung nicht lohnen würden, wurde bereits im Jahr 2012 durch die Untere Denkmalschutzbehörde der Region Hannover die Genehmigung zum Abriss erteilt. Es war geplant, das Grundstück durch Zukauf von städtischem Grund von 300 auf über 500 m² zu vergrößern und mit einem mehrstöckigen Wohn- und Geschäftshaus zu bebauen. Dafür waren Genehmigungen der Kirchengemeinde als unmittelbar an den Neubau angrenzender Nachbar, sowie der Stadt Gehrden deren Sanierungsgebiet in der Innenstadt betroffen ist, erforderlich.
Die Genehmigungen durch Bauamt, Rat und Verwaltung der Stadt Gehrden liegen seit dem Jahr 2016 vor. Die Zustimmung durch den Kirchenvorstand steht aus. Laut Beschluss vom April 2016 ist dieser nicht mit dem geplanten Neubau einverstanden. Außer der Höhe und der Ausrichtung der Gebäuderückseite zur Kirche wird bemängelt, dass auch nach den mehrfach überarbeiteten Plänen der Neubau anderthalb Meter weiter in Richtung Marktplatz vor den Haupteingang der Kirche gerückt werden soll. In dieser Richtung benachbart stand das im Jahr 1970 abgerissene Haus Am Markt 7, weshalb Baubefürworter das Argument blockiert werdender Sichtachsen für entkräftet halten.

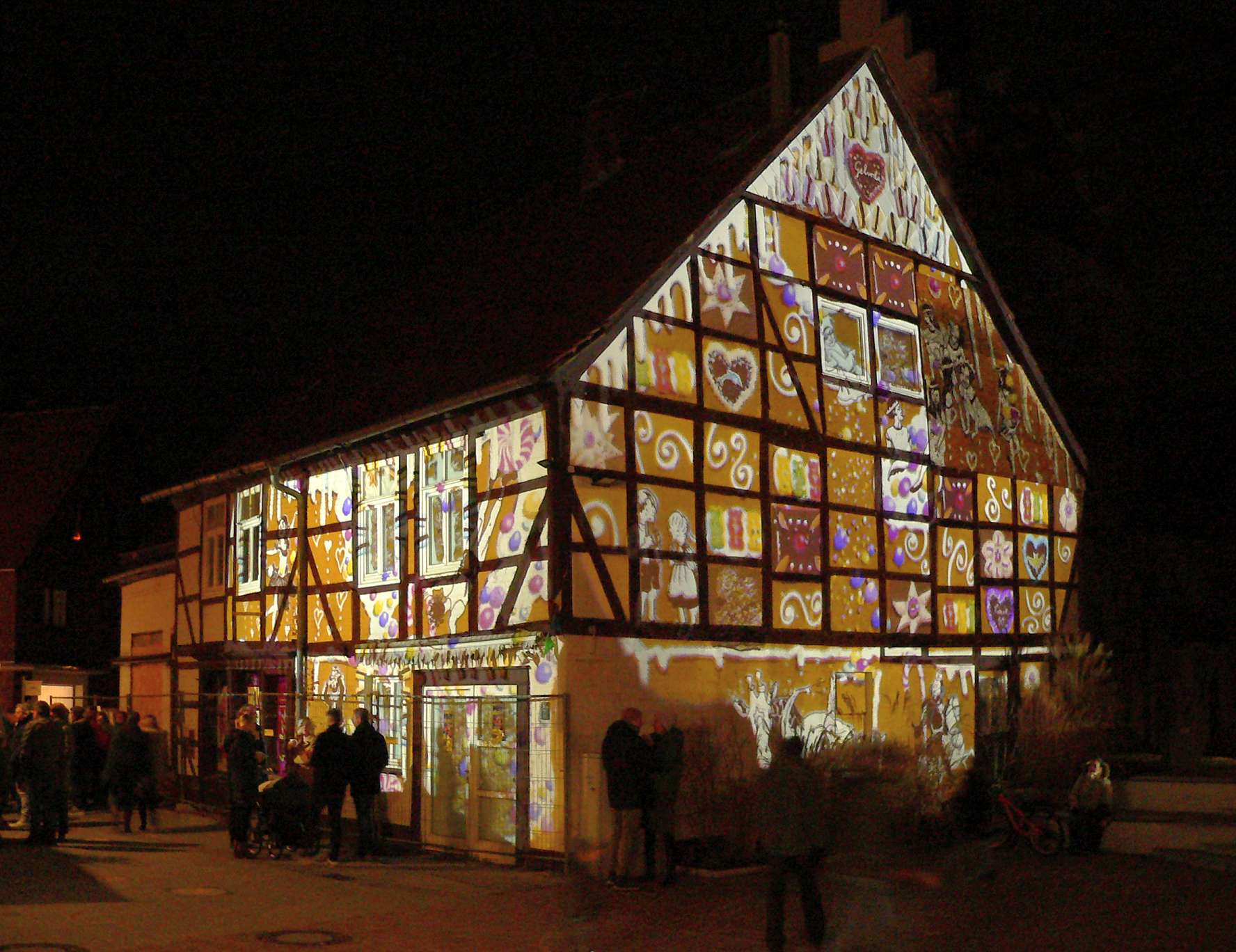
Illumination zur Weihnachtszeit, 2022

Bei einer im Jahr 2014 privat durchgeführten Befragung war eine große Mehrheit der Bürger gegen einen Neubau. 2017 gründet sich wegen der Abriss- und Neubaupläne des Gebäudes die Bürgerinitiative „Wir in Gehrden“. 2017 kam es zu Protesten und einer Unterschriftensammlung mit dem Ziel, die Fläche nicht wieder zu bebauen, sondern zur Erweiterung des Marktplatzes zu nutzen. Geschäftsleute und Immobilienbesitzer in der Umgebung befürworteten einen schnellen und baukostensparenden Start des Bauvorhabens. 2018 tagte erstmals ein Runder Tisch zum Thema im Gehrdener Rathaus. 2022 wurde bekannt, dass zwei Investoren das Gebäude erworben haben. Sie kündigten zunächst den Abriss wegen schlechter Bausubstanz, dann den Erhalt der Fassade mit den Außenwänden und später einen Umbau zu einem „Stadthaus“ an. 2023 verschönerten Mitglieder der Bürgerinitiative „Wir in Gehrden“ die Fassade des Gebäudes. Das bereits für den Abriss freigegebene Gebäude steht wieder unter Denkmalschutz.